# 특수전대 데카레인저 vs. 아바레인저
《특수전대 데카레인저 vs. 아바케인저》는 2005년 3월 31일에 발매(발매에 앞선 그 해 3월 11일에 임대 시작)된 오리지널 비디오 작품이다. 《특수전대 데카레인저》의 오리지널 비디오 작품이며,슈퍼 전대 VS시리즈의 하나이다.

## 개요
《특수전대 데카레인저》와 《폭룡전대 아바레인저》의 크로스 오버 작품인 슈퍼 전대 V시네마 제11편이다.
《아바레인저》 본편에서는 사망한 아바레 킬러(나카다이 미코토)와 폭룡 톱 게이라이지만, 본 작품에서는 괴인 사우나 은행의 능력으로 부활하는 형태로 재등장을 하고 있다. 또 《폭룡전대 아바렌쟈 극장판: DELUXE 아바레섬머는 킨킨중!》의 전투 거인 「키라 아바렌오」가 다시 등장하지만 본 작품에 등장하는 폭룡는 파트너 5마리만 때문에 스테 고스 라이동을 제외한 4구 합체이다.
에볼루션 리안의 적 관계자는 전혀 등장하지 않지만 전작이었던 바다. 나는 엔딩에 등장하고 리젤 역의 스즈키 카스미, 리쥬엘 역의 오가와 마키도 "스페셜 여 종업원"로 출연했다.
《인풍전대 허리케인저》의 허리케인 레드가 적의 깨진 모습으로 한순간만 등장하며, 홀린 능가가 "요스케 상"이라고 호소하자는, V시네마 전작 《폭룡전대 아바레인저 vs. 허리케인저》에서 공연을 감안한 장면이 있으며, 시나 요스케 본인은 등장하지 않는다.
에이전트 아부레라가 에볼루션 리앙의 토리노 이드를 알기 위해서, 쇼가쿠칸의 발간 《폭룡전대 아바레인저 초전집》을 읽는다는 메타 픽션적인 연출이 있다.
《보우켄저 vs. 슈퍼전대》의 「슈퍼 전대 주소록」·철 항의 기재에서는 2004년 10월에 벌어진 일로 설정되어 있다.

## 출연진

### 주연
- 아카자 반반/데카 레드 (음성) - 사이네이 류지
- 토마스 호지/데카 블루 (음성) - 하야시 츠요시
- 에나리 센이치/데카 그린 (음성) - 이토 요스케
- 레이몬 마리카/데카 옐로 (음성) - 키노시타 아유미
- 코도우 코도메/데카 핑크 (음성) - 키쿠치 미카
- 아이라 텟칸/데카 브레이크 (음성) - 요시다 토모카즈
- 도기 크루거/데카 마스터(음성) - 이나다 테츠
- 하쿠아 료우카/아바 레드 (음성) - 니시 코이치로
- 산죠 유키토/아바레 블루 (음성) - 토미타 쇼
- 이츠키 란루/아바레 옐로 (음성) - 이토 아이코
- 아스카/아바레 블랙 (음성) - 아베 카오루
- 나카다이 미코토/아바레 킬러 (음성) - 다나카 코타로

### 조연
- 시라토리 스완/데카 스완(음성) - 이시노 마코
- 스기시타 류노스케 - 오쿠무라 코우엔
- 이마나카 에밀리 - 니시지마 미치
- 하쿠아 마이 - 반노 마야
- 마호로 - 사쿠라이 에리
- 웨이트리스 - 스즈키 카스미
- 리쥬엘 - 오가와 마키